# エリナー・フォーテスキュー＝ブリックデイル
エリナー・フォーテスキュー＝ブリックデイル（Eleanor Fortescue-Brickdale、1872年1月25日 - 1945年3月10日）はイギリスの画家、イラストレーターである。多くの書籍の挿絵を描き、後年はステンド・グラスも制作した。

## 略歴
グレーター・ロンドンのアッパー・ノーウッドで、法律家の娘に生まれた 。17歳からロンドン南郊のシデナムのクリスタルパレス美術学校で学んだ後、1896年になって、ロイヤル・アカデミー・オブ・アーツの美術学校に入学し、イラストレーションを学んだ。アカデミーの先輩で、才能を認められていた画家、イラストレーターのバイアム・ショー(Byam Shaw:1872–1919)と知り合い、影響を受け 、バイアム・ショーが1910年に美術学校を設立した後、そこで教えた。
1899年にシェイクスピアの戯曲に題材を得た作品を描き、ロイヤル・アカデミー・オブ・アーツの展覧会に出展し、その後も油彩画をアカデミーに出展し、一方、水彩画を描いてDowdeswell Galleryで展示した。
イラストレーターとしては、1909年にLeicester Galleriesからの注文で、2年間かけて、アルフレッド・テニスンの『国王牧歌』の28枚の水彩画の挿絵を描き、1911年にギャラリーで展示され、翌年24点が豪華本として出版された。1921年に開かれたグラフィックアート協会(Society of Graphic Art)の第1回展覧会にも出展した。
ステンドグラスの製作も行った。1945年3月にロンドンで死去した。

## 作品

### 油絵

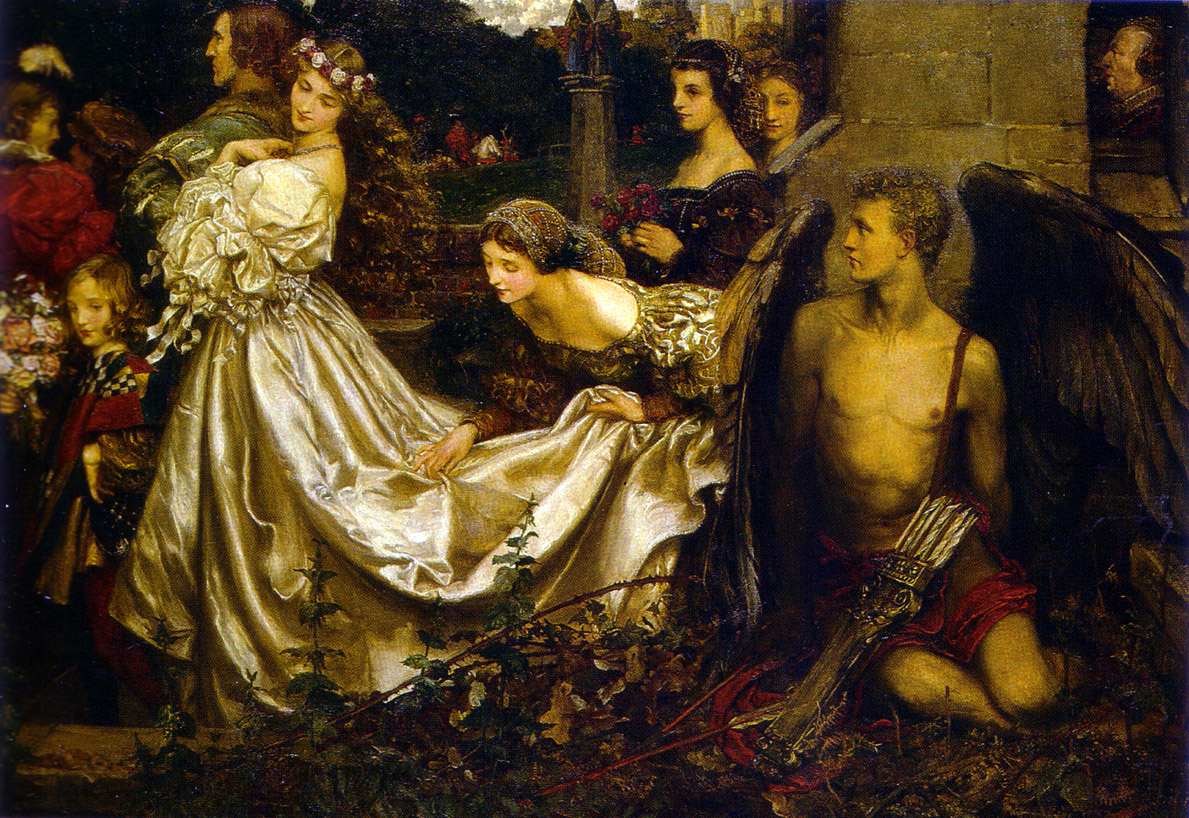
"he Uninvited Guest" (1906)
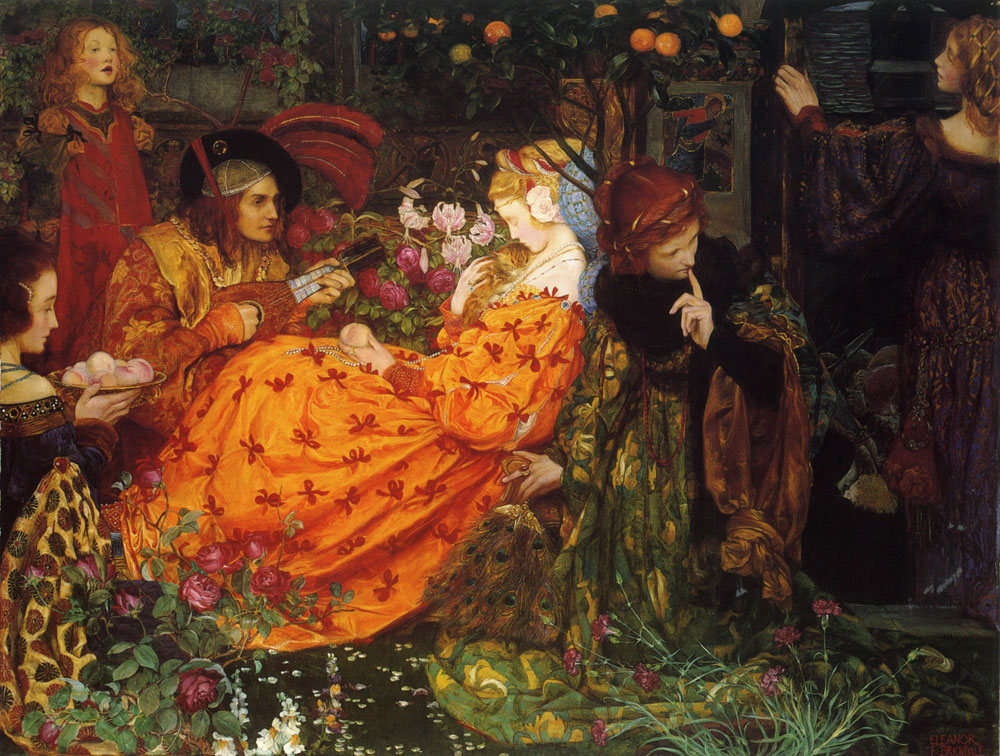
"The deceitfullness of Riches" (1901)
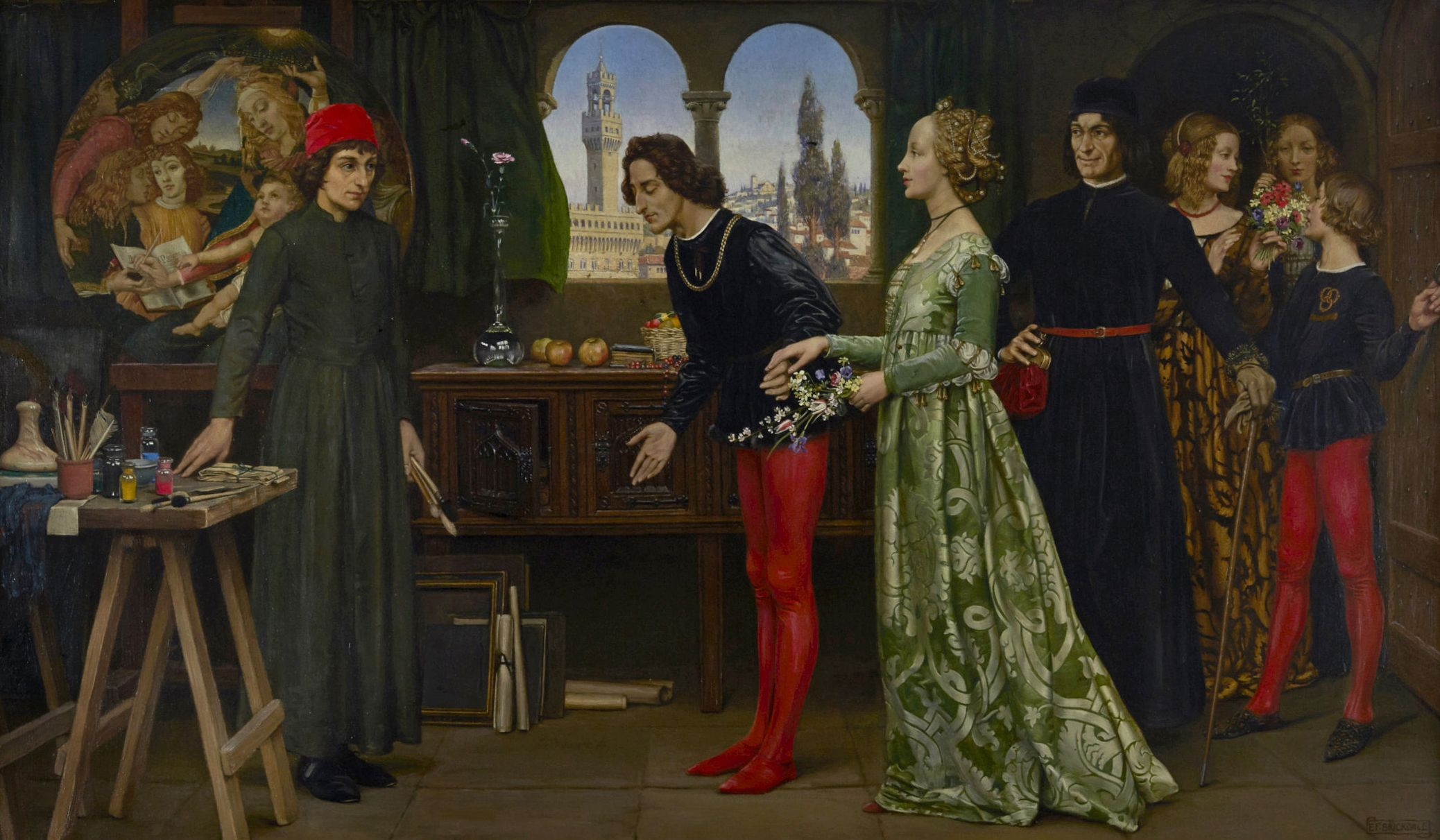
"Botticelli's studio" (1922)

### グラフィック・アート

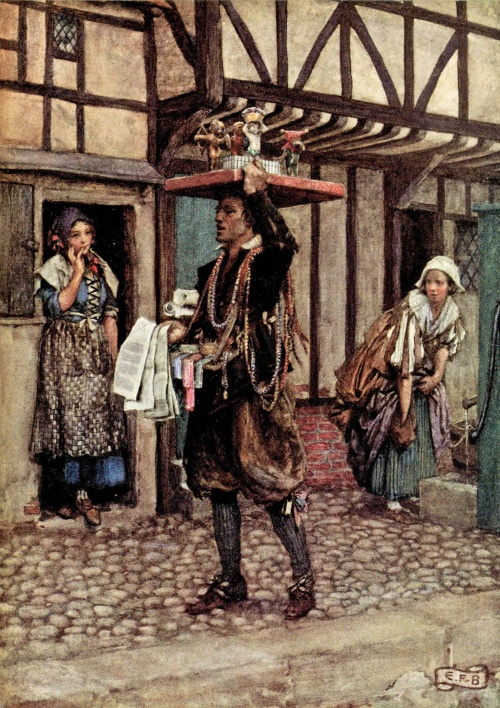
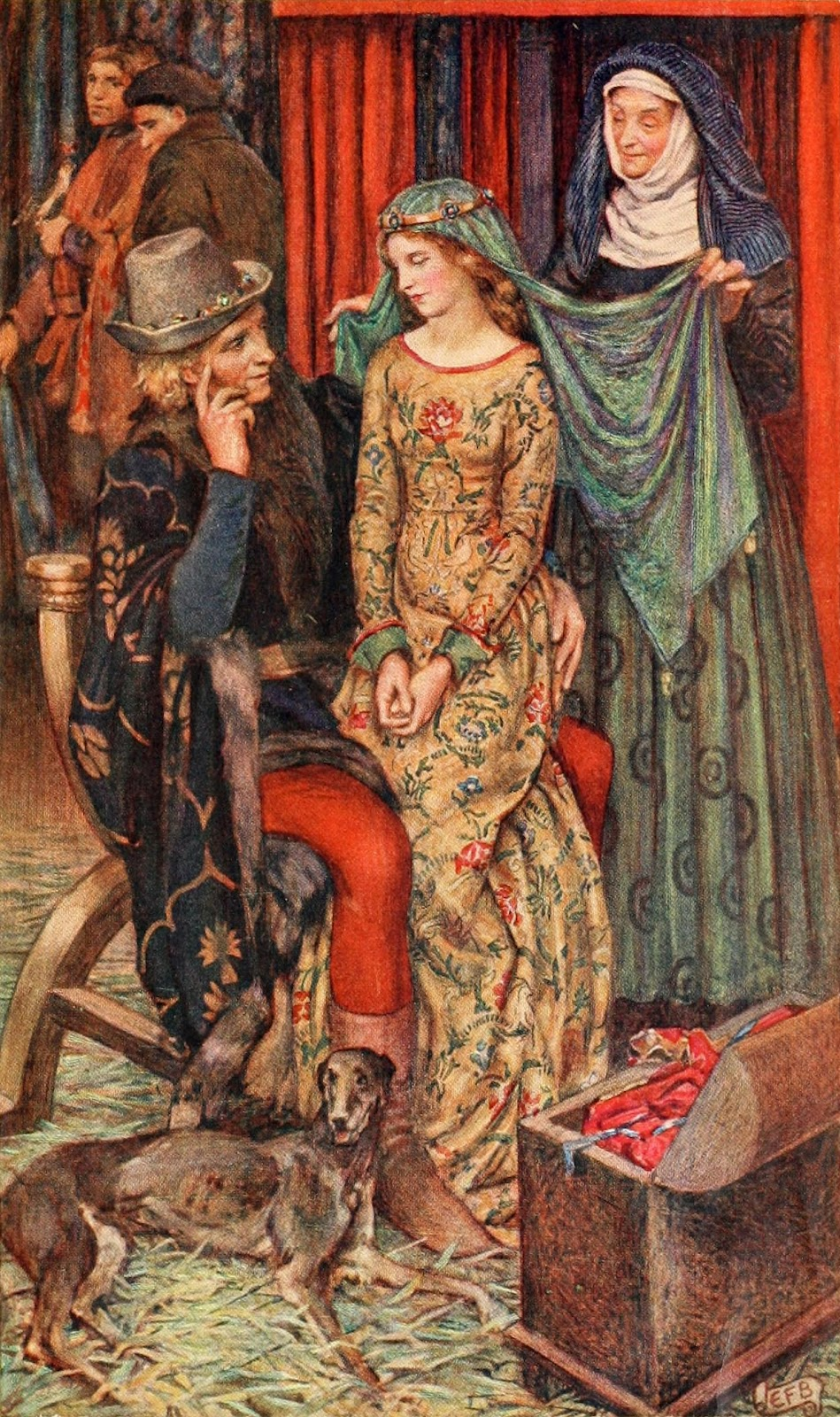
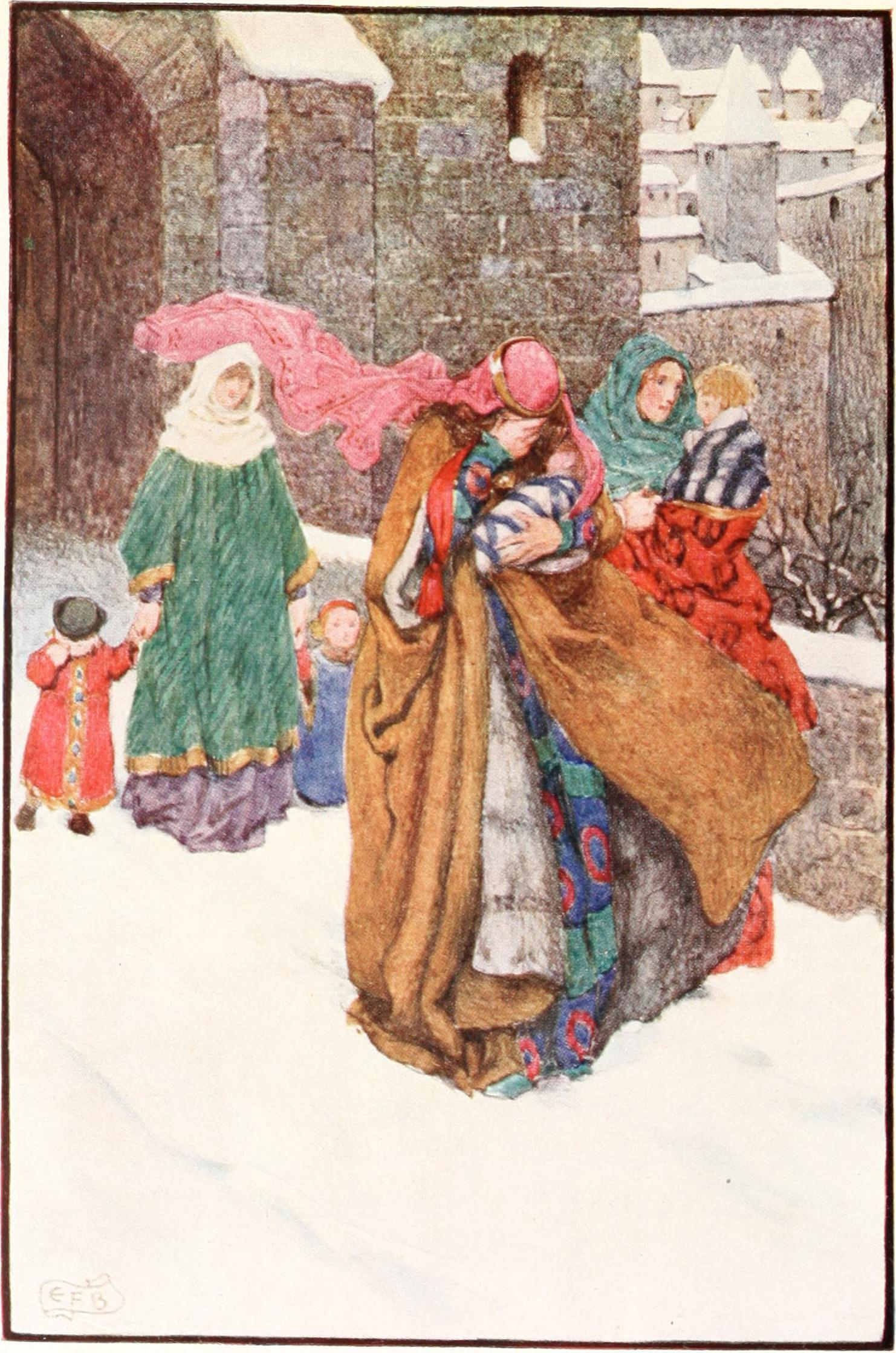
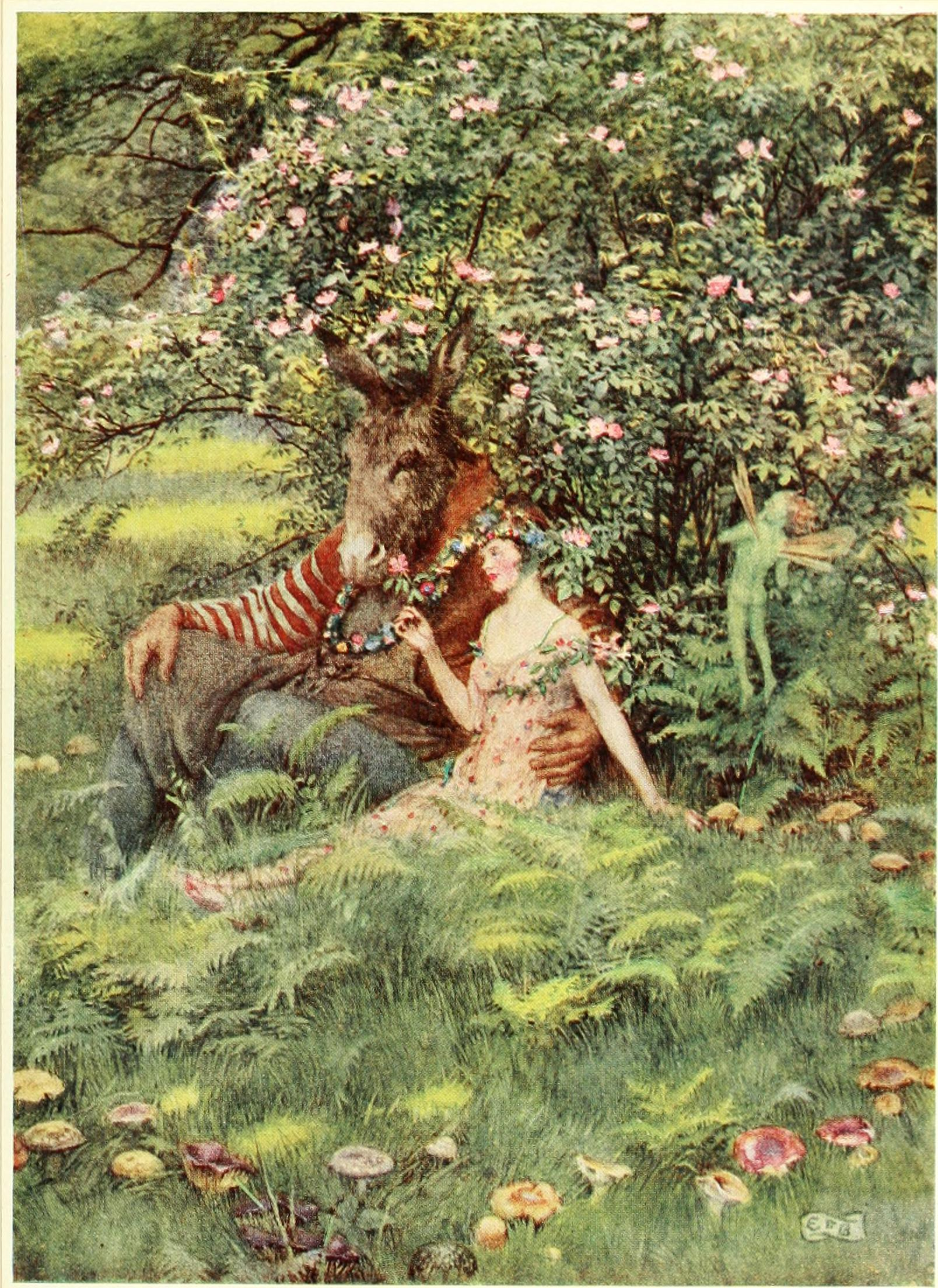